# Windlucken (Rottenmanner und Wölzer Tauern)
Die Windlucken (so in der oberdeutschen Einzahl wie in der Mehrzahl) ist eine Einsattelung im Hauptkamm der Rottenmanner und Wölzer Tauern in der Steiermark. Sie umfasst zwei Sättel, die niedrigere Kleine Windlucken (1824 m ü. A.) und die Große Windlucken (1857 m ü. A.).

## Lage und Landschaft
Die Windlucken  liegt zwischen Oppenberg im Gullingtal bei Rottenmann und Sankt Oswald-Möderbrugg im Pölstal bei Knittelfeld.
Sie ist ein weiter, um die 1½ Kilometer Gratlänge umfassender Sattel im wenig profilierten Hauptkamm der östlichen Niederen Tauern. Südwestlich liegt der Stock der Breiteckkoppe (2144 m ü. A.) und dann der des Hohenwarts (2363 m ü. A.). Östlich erhebt sich der Seitnerzinken (2164 m ü. A.), der zum Kamm zum Hochschwung (2196 m ü. A.) gehört.
Nördlich unterhalb rinnt – parallel zum Kamm ostwärts – der Schwarze Gullingbach, Quellbach der Gulling, die bei Aigen im Ennstal der Enns zugeht. Südlich rinnt der Bretsteinbach ostwärts zur Pöls, die dann im Aichfeld in die Mur mündet. Damit gehört der Sattel zum Alpenhauptkamm.
Die Passlandschaft selbst umfasst zwei Einsattelungen: Die Kleine Windlucken, und etwas südwestlich die besser gangbare, nur 30 Meter höhere Große Windlucken.
Die Windlucken bildet die niedrigste Einschartung der Niederen Tauern zwischen den beiden Straßenübergängen Sölkpass und Triebener Tauern-Pass bei Hohentauern.
Sie wird deshalb als eine der möglichen Abgrenzungen zwischen den Wölzer Tauern (westlich) und den Rottenmanner Tauern (östlich) gesehen, wegen der vielen anderen Anschauungen werden die beiden meist gemeinsam geführt (auch als jeweiliger Oberbegriff des anderen). Außerdem finden sich hier im Raum die Gebirgsnamen Pusterwalder Berge südlich, Donnersbacher Tauern (für die Wölzer Tauern i. e. S.) und Sölker Tauern/Alpen für die Berge westlich in weiterem Sinne. Die Gebirgsgruppengliederung nach Trimmel trennt hier die Gruppe des Hochsteins (2635) westlich, Hohe Trett–Schüttkogel (2636) nördlich und Pusterwald (2633) südlich (alle Teil der Wölzer Tauern). Die Internationale vereinheitlichte orographische Einteilung der Alpen (SOIUSA/IVOEA) trennt hier die Kette des Heinzl-Wasserkogels (A.2.c der Wölzer Tauern, von der Breitkoppe ostwärts) von der Bruderkogel–Hochschwung-Kette (B.3.a der Rottenmanner Tauern).

## Touren
Direkt südlich unterhalb des Passes liegt die Schabergerhütte im Bretsteingraben, etwas auswärts die Gamperhütte, zwei bewirtschaftete Almhütten. Nördlich liegt in der Schwarzgulling der Hof Moar im Bichl. Die Aufstiege sind beiderseits unschwer. Gipfelfahrten umfassen die umliegenden Berge.
Häufiger wird der Pass am Höhenweg überschritten: Am Kamm verläuft der Zentralalpenweg (österreichischer Weitwanderweg 02), hierorts auch Tauern-Höhenweg genannt (Seckau bis Krimml respektive Ahrntal).